# Jean Rigal (Fußballspieler)
Jean Rigal (* 12. Dezember 1890 in Boulogne-sur-Seine; † 5. November 1979) war ein französischer Fußballspieler und späterer Funktionär des Französischen Fußballverbands (FFF).

## Im Verein
Der Außenläufer – soweit man diese Spielposition für die Frühzeit des modernen Fußballs überhaupt verwenden kann – spielte zeit seines Lebens nur für einen einzigen Klub, die AF Garenne-Colombes aus der unmittelbaren Nachbarschaft von Paris. Dieser Verein gehörte zur katholischen Sportbewegung, die in der Fédération Gymnastique et Sportive des Patronages Français (FGSPF) organisiert war. Vor dem Ersten Weltkrieg dominierten in diesem Verband Étoile des Deux Lacs und Patronage Olier aus Paris sowie die Bons Gars aus Bordeaux, so dass Rigal nie eine Landesmeisterschaft gewinnen und auch keinen Pokaltitel feiern konnte. Ohnehin gelten in Frankreich diese Erfolge erst ab 1917/18 (Pokal) bzw. 1932/33 (Meisterschaft) als offizielle Titel, und Rigal beendete seine Spielerkarriere schon 1919, kurz nach Kriegsende.

## Der Nationalspieler
Jean Rigal bestritt zwischen Mai 1909 und Januar 1912 elf A-Länderspiele für die Équipe tricolore. Er ist der erste Spieler in der Geschichte des französischen Fußballs, der es auf eine zweistellige Zahl an Länderspielen brachte.
Gleich bei seinem ersten Einsatz, der mit einer 2:5-Niederlage gegen Belgien endete, gelang ihm auch sein einziger Treffer im Nationaltrikot, das damals noch blau-weiß geringelt und mit einem roten Kragen ausgestattet war.
Dieses Spiel in Belgien fand an einem Sonntagnachmittag statt; da der 18-jährige Debütant am Sonnabend noch bis 18 Uhr arbeiten musste – er war in einem Betrieb der Textilbranche beschäftigt –, konnte er nicht mit den anderen Spielern zusammen fahren, sondern setzte sich abends alleine in den Zug und kam nach einer ziemlich unbequemen Nacht auf einer Holzbank am nächsten Vormittag, wenige Stunden vor dem Anstoß, in Brüssel an.
Die Bilanz der elf Länderspiele fällt negativ aus: neun Niederlagen stehen lediglich zwei Remis gegenüber, darunter immerhin aber die erste Partie (1911), in der die Franzosen gegen die Italiener nicht verloren.

## DerSélectionneur
Im April 1919 wurde der einheitliche Fußballverband FFF (anfangs noch FFFA, für Fédération Française de Football Association) gegründet, und im Juli 1922 wurde der damals erst 31-jährige Rigal in das Komitee berufen, das in Frankreich noch bis weit nach dem Zweiten Weltkrieg die Nationalspieler aussuchte – daher die Bezeichnung Sélectionneur –, auf den Gegner einstellte und rund um das Spiel betreute. Einen Nationaltrainer gab es seinerzeit noch nicht, höchstens fallweise wurde ein Sportlehrer mit der körperlichen Vorbereitung der Spieler betraut. Rigal gehörte dieser Auswahlkommission bis Mai 1936 und dann erneut von August 1949 bis Oktober 1956 an; damit war er mitverantwortlich für die Zusammenstellung des französischen Aufgebots für das olympische Fußballturnier 1924 und bei drei Weltmeisterschaftsendrunden: 1930, 1934 und 1954. Den Vorsitz dieses aus zwei bis fünf Personen bestehenden Gremiums hatte von 1919 bis 1958 Gaston Barreau inne; zu den bekannteren Kollegen Rigals gehörten mit Henri Bard (1924–1930), Paul Nicolas (1949–1953 und 1954–1959) und Alex Thépot (1953–1956) drei weitere Ex-Nationalspieler. Auch mit fast 66 Jahren zog er sich noch nicht endgültig aufs Altenteil zurück, sondern betreute noch einige Jahre die französische Amateurnationalelf.